# グリボエードフ運河

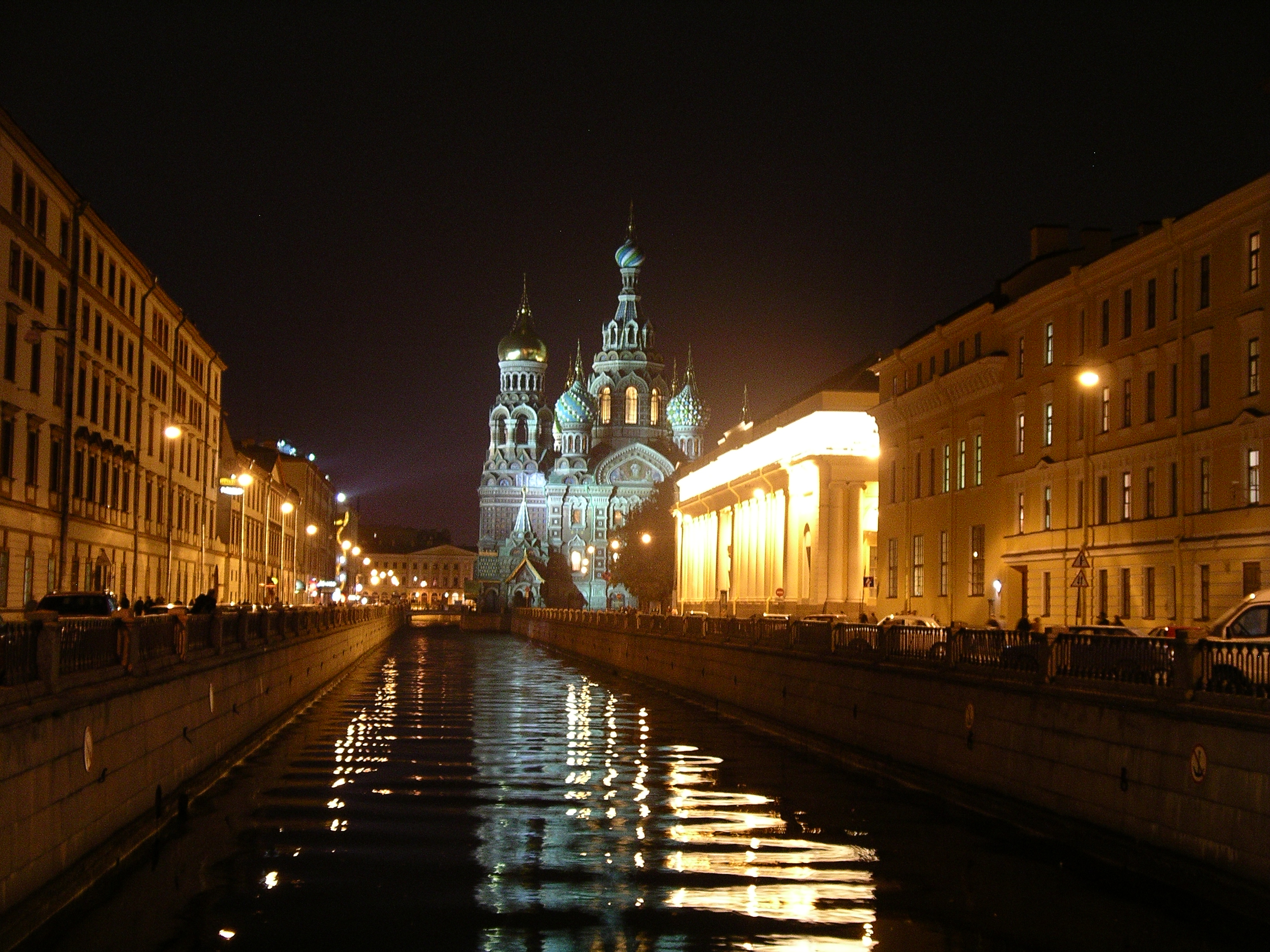
グリボエードフ運河の夜景。後方に血の上の救世主教会

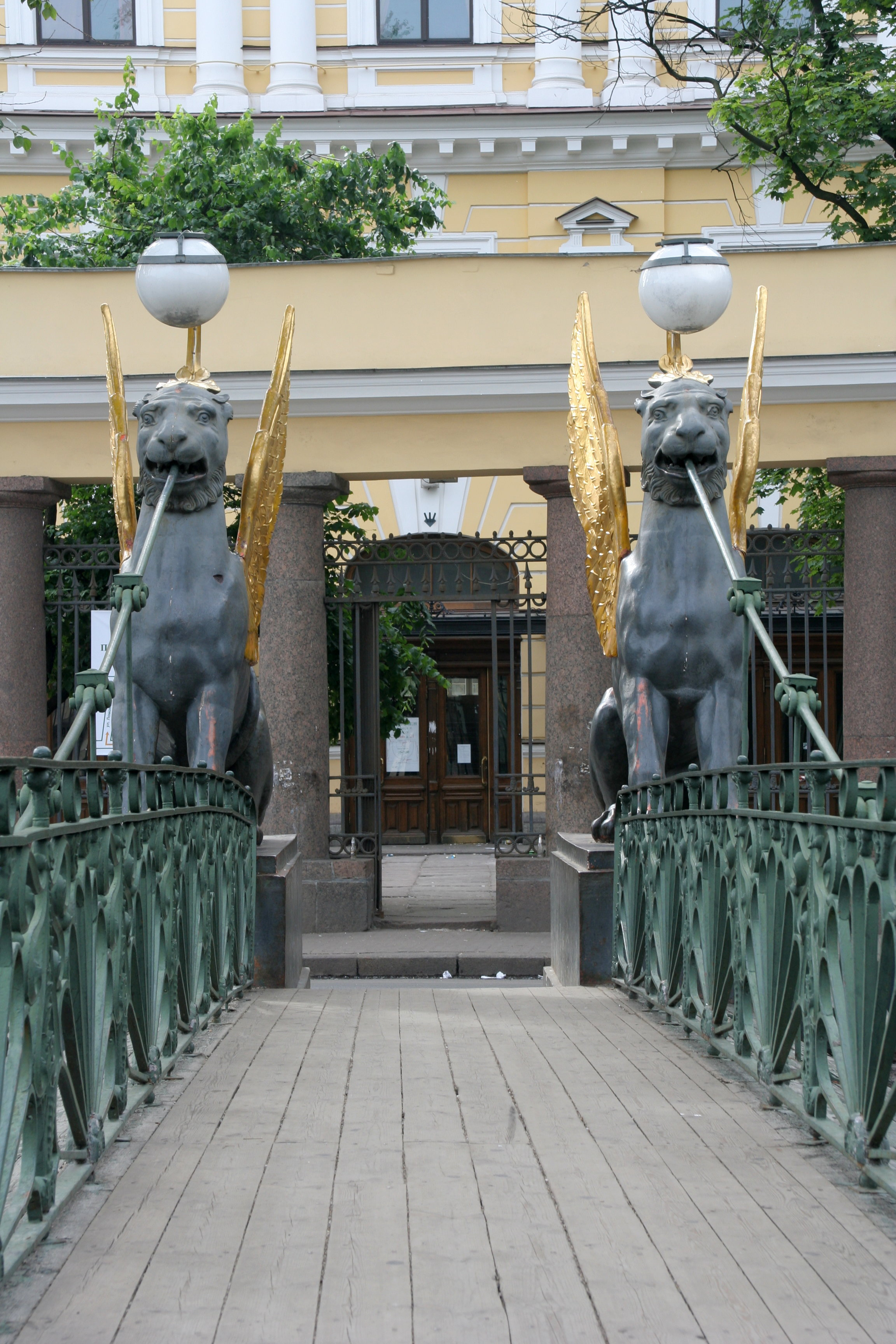
グリボエードフ運河に掛かる銀行橋。後方はサンクトペテルブルク財政・経済学大学

グリボエードフ運河（グリボエードフうんが、ロシア語: кана́л Грибое́дова、英語: Griboyedov Canal）は、ロシアのサンクトペテルブルクの町中を流れる運河。グリボエドフ運河とも表記される。
モイカ川の左岸から分流し、市中を通り、フォンタンカ川へ合流する。名称はロシアの外交官・作家・作曲家のアレクサンドル・グリボエードフ（1795-1829）から取っている。ドストエフスキーの小説にも登場する。
運河の全長は約5.0 kmで、川幅は32 mに達するところもある。全部で21の橋が架けられていて、カザンスキー橋（ネフスキー大通り）、銀行橋、ライオン橋、ボズネセンスキー橋（ヴォズネセンスキー通り）などである。グリボエードフ運河に沿った河岸通りには、血の上の救世主教会、カザン聖堂、サンクトペテルブルク財政・経済学大学などがある。 